# Taumel-Lolch
Der Taumel-Lolch (Lolium temulentum), auch Rauschgras oder Schwindelweizen, Tollgerste, Tollkorn genannt, ist eine Pflanzenart aus der Gattung Lolch (Lolium) innerhalb der Familie der Süßgräser (Poaceae). Sein Name beruht auf den Vergiftungserscheinungen, die in der Vergangenheit nach dem Verzehr von mit Taumel-Lolch verunreinigtem Getreide auftraten.

## Beschreibung

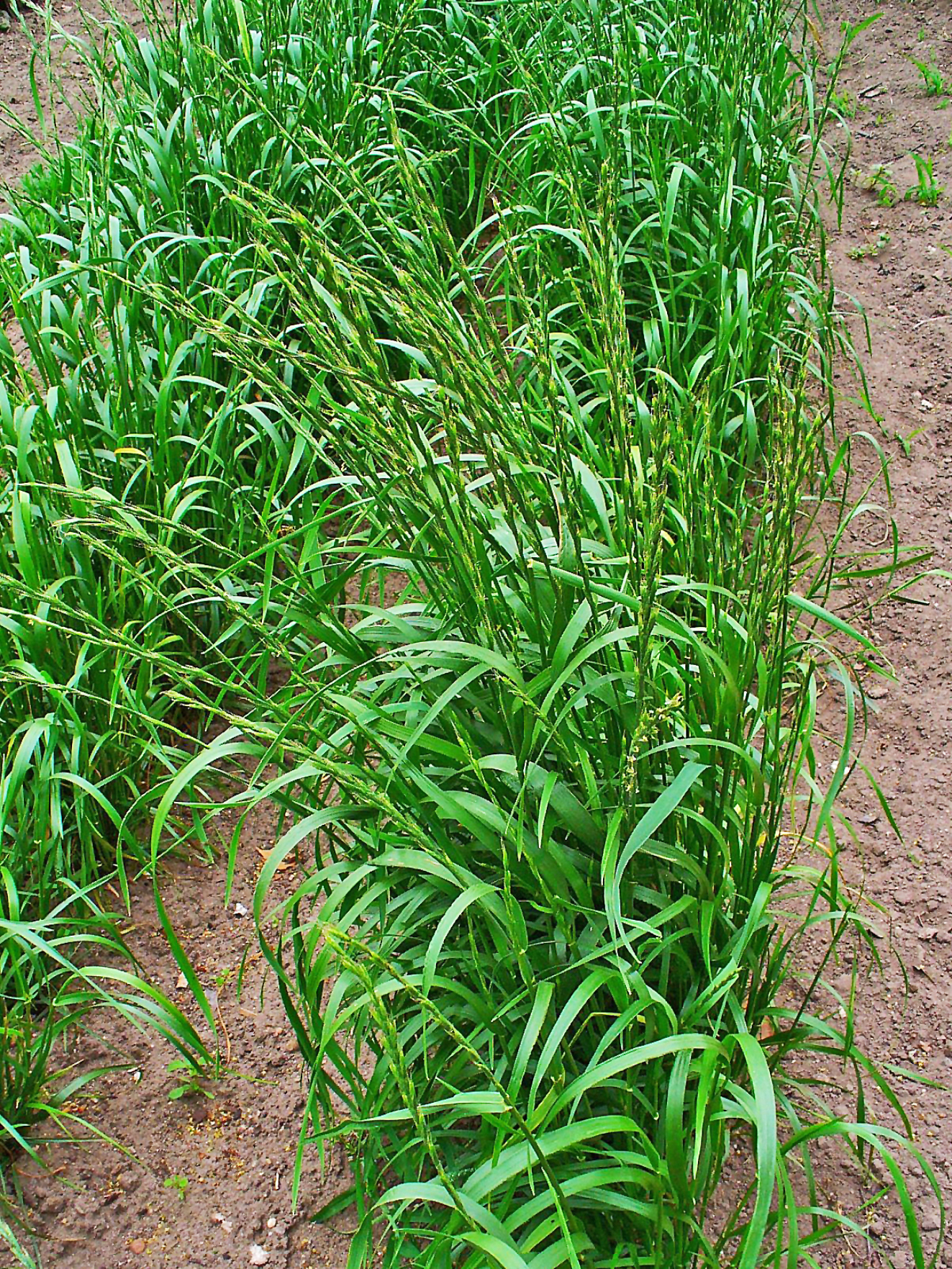
Habitus

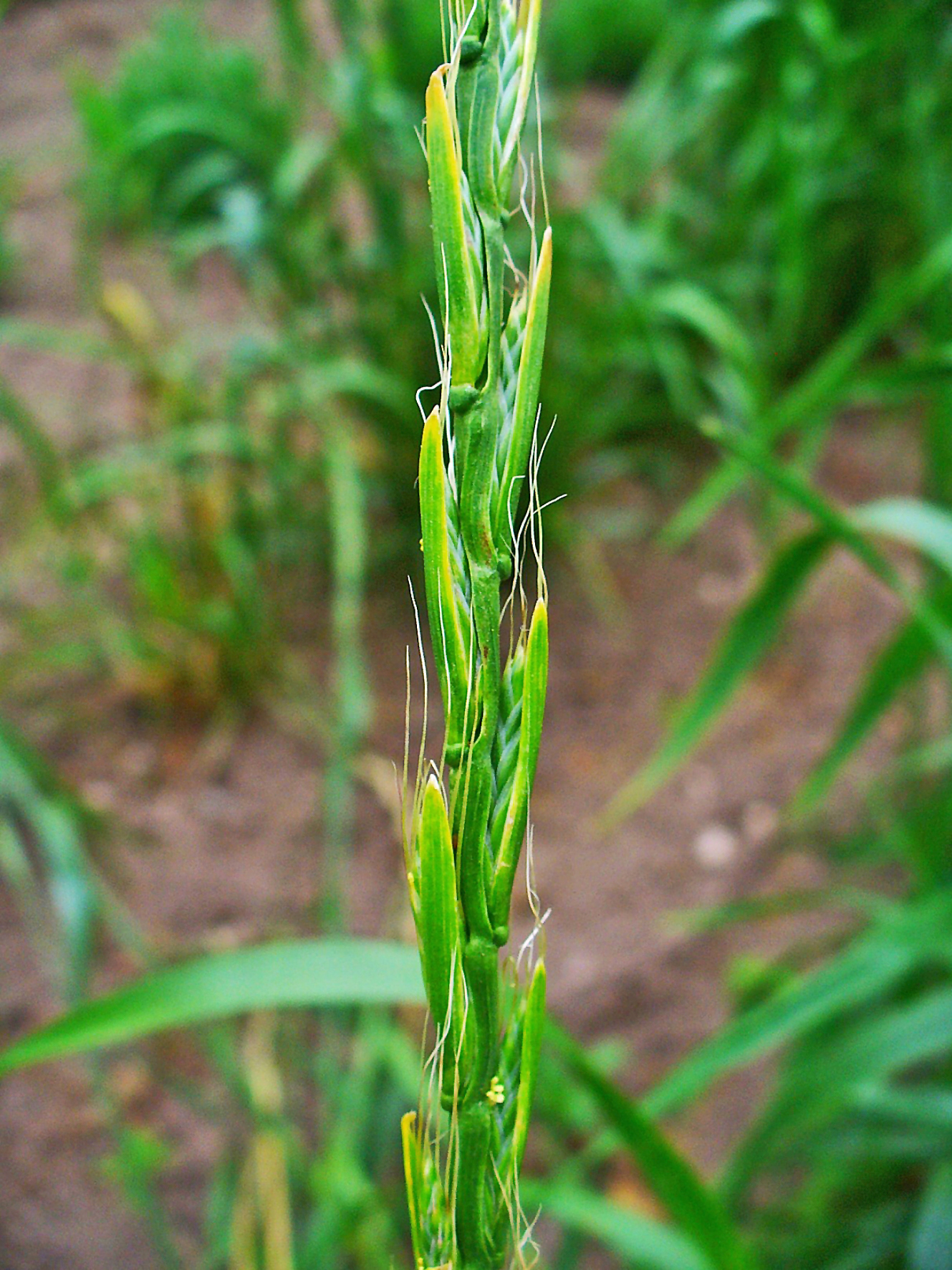
Blütenstand

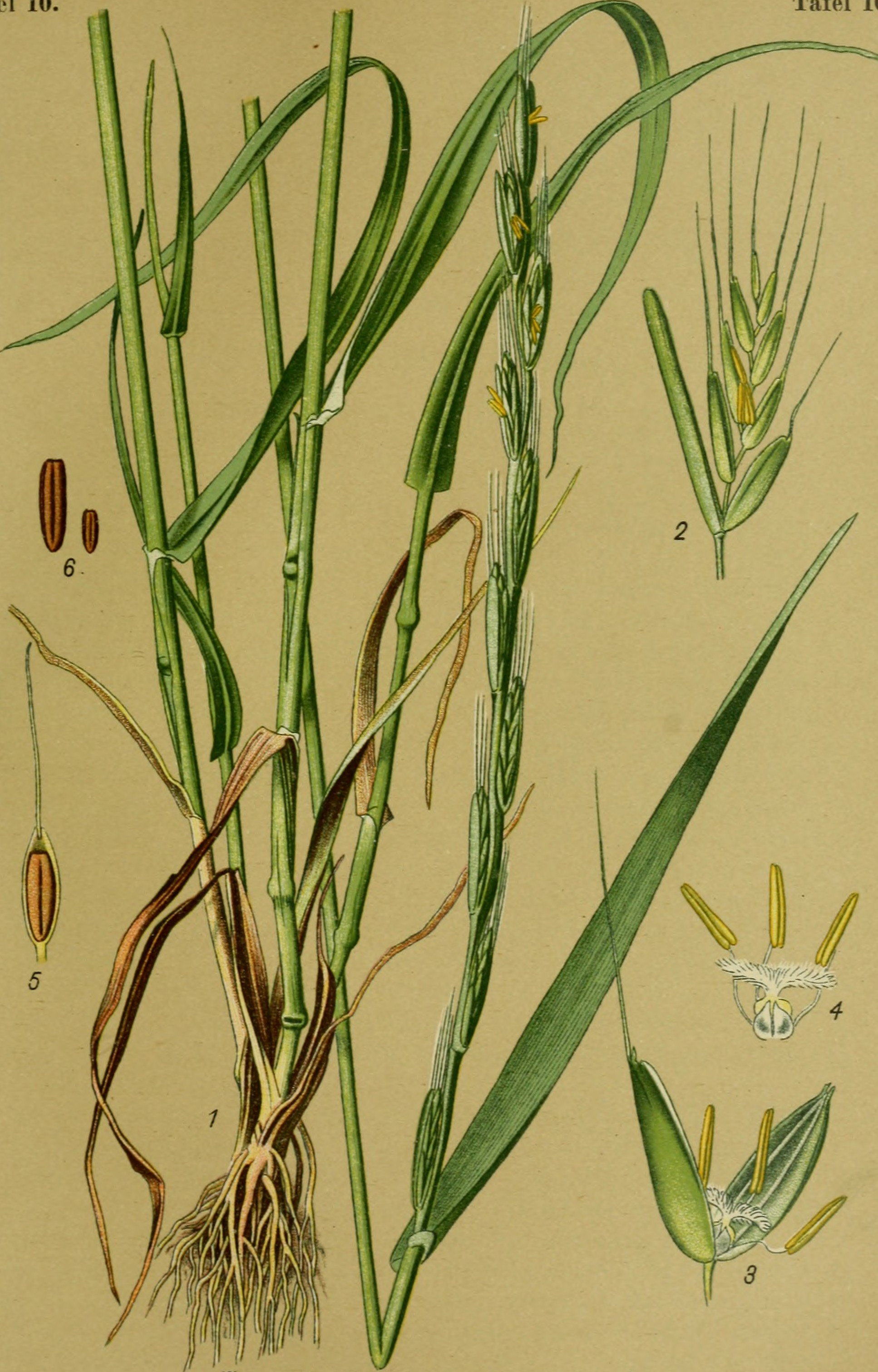
Illustration aus Die Giftpflanzen Deutschlands, 1910

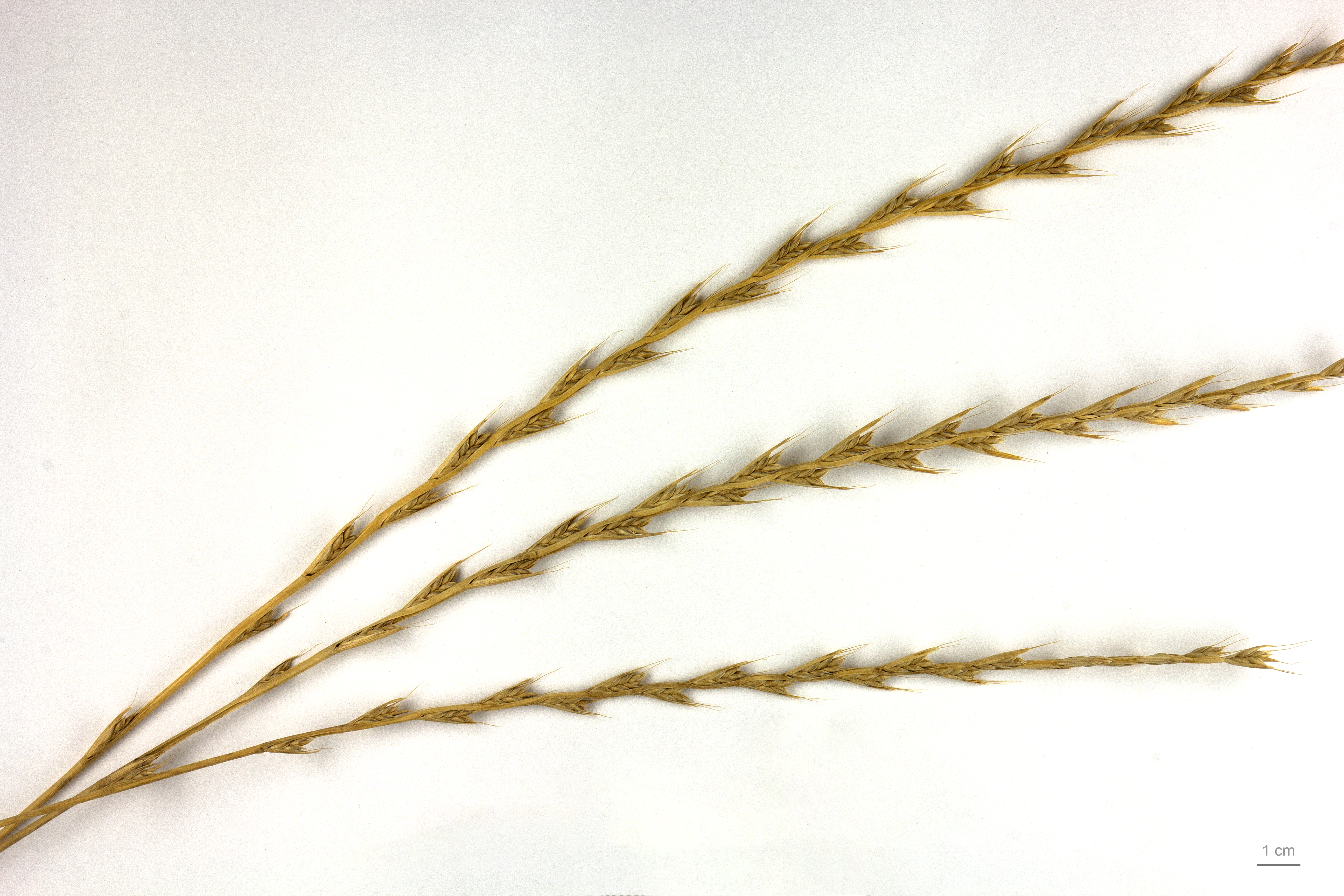
Lolium temulentum – Museum von Toulouse

### Vegetative Merkmale
Taumel-Lolch ist eine einjährige krautige Pflanze und erreicht Wuchshöhen von 20 bis 90, selten bis 120 Zentimetern. Dieses grüne bis bläulich-grüne Gras wächst büschelig oder mit einzelnen Halmen. Die aufrechten oder gekniet-aufsteigenden Halme sind kahl, glatt und nur unterhalb der Ähre rau. Sie sind unverzweigt oder an der Basis verzweigt, die untersten Knoten können bewurzelt sein.
Die Blattscheiden sind glatt bis leicht rau und kahl. Das Blatthäutchen ist ein 1 bis 2 Millimeter langer Saum. Die Blattspreiten sind 6 bis 30 Zentimeter lang und 2 bis 8, selten 12 Millimeter breit. In der Knospenlage sind sie zusammengerollt, später flach ausgebreitet. Die Spreiten sind kahl, die Oberseite und die Ränder sind rau. Die Unterseite ist glänzend. An der Basis sitzen zwei sichelförmige, halmumgreifende Öhrchen, die allerdings auch fehlen können.

### Generative Merkmale
Die Blütezeit liegt im Juni und Juli. Die aufrechte Ähre ist 5 bis 25 Zentimeter lang und weist eine geschlängelte Spindel auf. Die Ährchen sind wechselständig, enthalten 4 bis 10 (selten bis zu 15) Blütchen und sind ohne Granne 15 bis 20 Millimeter lang. Die Ährchenachse ist zwischen den Blütchen auffällig lang. Die obere Hüllspelze ist nur beim obersten Ährchen vorhanden. Die untere ist fünf- bis neunnervig, 7 bis 30 Millimeter lang, von lanzettlicher, schmal abgerundeter Gestalt, derbhäutig, steif und mit zarthäutigen Rändern. Die Deckspelzen sind innerhalb eines Ährchens sehr verschieden lang. Die unterste ist fünf- bis neunnervig, 5 bis 8,5 Millimeter lang, von eiförmiger bis breit-elliptischer Gestalt, zu Beginn derbhäutig und zäh, später hart bis knorpelig werdend. Das obere Ende ist häutig, glatt und kahl. 0,5 bis 2 Millimeter vom oberen Rand entfernt sitzt eine bis 20 Millimeter lange Granne, die aber auch fehlen kann. Die Vorspelzen sind zweinervig, gleich lang wie die Deckspelzen und etwa 2,5 Millimeter breit. Die Staubbeutel sind 2 bis 3,5 Millimeter lang.
Die Karyopse ist 4 bis 7 Millimeter lang, glatt und kahl.
Die Chromosomenzahl beträgt 2n = 14.

## Ökologie und Toxikologie
Beim Taumel-Lolch handelt es sich um einen Therophyten.
Der Taumel-Lolch ist oft vom endoparasitischen Pilz Neotyphodium coenophialum (ein Verwandter des Mutterkornpilzes) befallen, der u. a. neurotoxische Indolalkaloide bildet, wodurch die gesamte Pflanze giftig wird. Da der Taumel-Lolch früher häufig in Getreideäckern wuchs, gelangten oft Samen in das Mahlgut und in das Mehl. Durch den Genuss des so verunreinigten Mehles kam es zu Vergiftungserscheinungen wie Schwindel (Taumeln) und Sehstörungen, in seltenen Fällen sogar zum Tod. Man spricht von der Taumelkrankheit (Lolismus oder Temulismus). Heute kommt dies aufgrund der Anwendung von Herbiziden im integrierten Anbau und wegen der Getreidereinigung nicht mehr vor.
In einer Symbiose mit dem Taumellolch ist Neotyphodium coenophialum fähig, Lolinalkaloide zu produzieren. Diese zu den Pyrrolizidinalkaloiden gezählten Verbindungen wirken insektizid und können die Pflanze vor Fraß schützen.

## Taumelkrankheit beim Menschen
Der Taumellolch ist ein Getreideunkraut. Einzelne Gräser sind manchmal von dem Pilz Neotyphodium coenophialum befallen. Diese Parasiten produzieren einen Giftstoff. Bei der Getreideernte (Hafer, Gerste, Roggen, Lein) kann dieses Gift in die Nahrungskette gelangen. So können Menschen erkranken. Inzidenz und Prävalenz dieser Taumelkrankheit in Deutschland sind seit Ausrottung der Pflanze gleich null. Eine Klassifikation nach ICD-10 der Taumelkrankheit existiert nicht.
Diese Taumelkrankheit beim Menschen heißt Lolismus oder Temulismus. Es handelt sich um eine Vergiftung mit den befallenen Samen von Lolium temulentum. Diese Samen finden sich zum Beispiel in Broten. Es kommt zum Erbrechen, zu Schwindel und zu Krämpfen mit Tobsuchtsanfällen. Der Tod tritt durch eine Atemlähmung ein. Der ursächliche pflanzliche Giftstoff heißt Temulin; er führt zur Temulenz. Das ist das Taumeln, also der taumelnde Gang infolge der Wirkung berauschender Noxen. Der Temulimus wird wie eine Atropinvergiftung behandelt.

## Geschichte der Taumelkrankheit
Temulin wird von Pilzen in Gräsern (zum Beispiel im Taumel-Lolch) gebildet und kann in Mehl, in Bier oder auch in Leinöl vorkommen. Schon früher wusste man: „Die Samen von Lolium temulentum färben das Brod schwarzblau und machen es giftig, solches Brod erregt ebenso wie das Mehl mit Wasser gekocht einen starken Schaum.“
„Im Ussurigebiet, in Schweden, auch an einigen Orten Deutschlands und in der Dordogne tritt in nassen Jahren giftiger Roggen (Taumelroggen) auf, dessen Eigenschaft wohl auf Pilze zurückzuführen ist, von denen er sich befallen zeigt.“
„Diese schädlichen Wirkungen sollen besonders heftig seyn, wenn man warmes Brot ißt, worunter viel von diesem betäubenden Lolch gekommen ist; im kalten Brote soll er nach Linné und andern Schriftstellern indessen fast gar nicht schaden, sondern ein nahrhaftes Vermehrungsmittel des Mehles seyn. So viel ist indessen gewiß, daß die Getränke durch Vermischung mit diesem Lolch viel Betäubendes und Berauschendes annehmen, daher betrügerische Bierbrauer und Branntweinbrenner ihn mit unter das Malz und Branntweinschrot nehmen, um die berauschende Kraft ihres Biers etc. etc. zu vermehren. Das Verhältniß der Mischung beym Branntweinbrennen ist zum Rocken wie zwey zu fünf. Die Wenden mengen den Samen statt des Hopfens unter das Bier; eine Bitterkeit kann er demselben aber nicht mittheilen.“
Das Unkraut „hat einen süßlichen Geschmack, und ist unter gewissen Umständen Menschen und Vieh schädlich. Er äußert bey den Menschen, Pferden, Hunden, Schweinen, Gänsen, zuweilen auch Hühnern und andern Thieren entweder roh, oder im Brote, im Biere, Branntwein, in Suppen etc. etc. sehr stark berauschende und einschläfernde Kräfte, und erregt durch einen unvorsichtigen Genuß Kopfschmerzen, Schwindel, Bangigkeit, Schlaf, Erbrechen, Blindheit, Wahnwitz, Geschwulste, Gichten, die sich mit Lähmungen endigen; seltener plötzliche Todesfälle, aber öfters in dem Lande umgehende Seuchen.“
Im Tanach erscheint der Taumel-Lolch als bo’šāh (בָאְשָׁה „Unkraut“ Hi 31,40 ) und im Matthäusevangelium im Gleichnis vom Unkraut unter dem Weizen mit der griechischen Bezeichnung zizánion (ζιζάνιον Mt 13,24–30 ; 13,36–43 ).
Das ähnliche Wort Zizania (heute Gattungsname für Wasserreis) wurde später ebenfalls – unter anderem – für den Taumel-Lolch gebraucht. Bei den Griechen wurde er auch aîra (αἶρα) genannt. Man hat vermutet, dass die Pflanze als Beimischung ein psychoaktiver Bestandteil des im Rahmen der Mysterien von Eleusis getrunkenen Kykeon war.

## Vorkommen
Der Taumel-Lolch ist ursprünglich im Mittelmeerraum beheimatet. Sein Verbreitungsgebiet umfasst die gemäßigten Gebiete Eurasiens, Nordafrika und Makaronesien. In zahlreichen anderen Ländern ist er ein Neophyt.
Mit dem Ackerbau breitete der Taumel-Lolch sich in den gemäßigten Gebieten aus. In Deutschland wird er als Archäophyt eingestuft, gilt inzwischen aber als ausgestorben bzw. verschollen. Der Taumel-Lolch war in der Vergangenheit vor allem in regenreichen Jahren ein ertragsschädigendes „Unkraut“, besonders in Hafer- und Sommergerste-Feldern, wurde aber in der Volksheilkunde auch als Arzneistoff bei Hauterkrankungen und Geschwüren verwendet. Er ist in vielen Gebieten ausgestorben oder verschollen.
Die ökologischen Zeigerwerte nach Landolt et al. 2010 sind in der Schweiz: Feuchtezahl F = 3 (mäßig feucht), Lichtzahl L = 3 (halbschattig), Reaktionszahl R = 4 (neutral bis basisch), Temperaturzahl T = 4 (kollin), Nährstoffzahl N = 4 (nährstoffreich), Kontinentalitätszahl K = 4 (subkontinental). Der Taumel-Lolch wächst noch auf Schuttplätzen, an Güterplätzen und in Hafenanlagen, auf Ödland und an Wegrändern. Er kommt auf frischen, nährstoff- und basenreichen, eher kalkhaltigen Lehm- und Lössböden vor, ist ein Nährstoffzeiger und eine Lichtpflanze.

## Taxonomie
Die Erstveröffentlichung von Lolium temulentum erfolgte 1753 durch Carl von Linné in Species Plantarum, Tomus I, Seite 83. Ein Synonym von Lolium temulentum L. ist Lolium temulentum subsp. arvense (With.) Tzvelev.

## Trivialnamen
Weitere volkstümliche Bezeichnungen sind etwa Schwindelkorn, Tobkraut, Rauschgras, Giftstroh, Haferschwindel, Schwindelhafer, Droonkart, Taubkraut, Tollgerste, Schlafweizen, Kribbelraotch, Teufelskraut und Hennentöter. Früher sprach man vom betäubenden Lolch.
„Im Italienischen nennt man es Loglio und Gioglio, im Englischen Darnell oder Yvraye, im Franz. Ivraye oder Ivroie. Im Deutschen sonst auch noch Tollkorn, Tobkraut, Taubkraut, Schwindelhafer, Sommertresp, Dort, Täumel, Täberich, Töberling, Sommerlolch, oder Lulch, Dippelhafer, Dollgerste, Trasp, Twalch, Twelge, Trunkenweitzen, wendische Piank, Schmiege, welche Benennungen größtentheils auf betäubende, Schwindel und Taumel erregende Kräfte, die diesem Lolchgrase auch nicht ohne Ursache zugeschrieben werden, gehen.“

## Geschichte
„Man hält dieses Gras für das eigentliche Lolium des Dioskorides. Wahrscheinlich ist der Nahme Lolium von dem griechischen λοιγοσ entstanden, weil man diesem Lolchgrase mit Recht schädliche Wirkungen zuschreibt, denn es ist fast das einzige von allen bekannten Gräsern, das giftig ist.“

## Pflanzensoziologie
Pflanzensoziologisch ist Taumel-Lolch eine Klassenkennart der Getreideunkraut-Gesellschaften (Secalietea cerealis).